# Angela Merkel
Angela Dorothea Merkel (pronunciado /ˈaŋɡeːla doʁoˈteːa ˈmɛʁkl̩/ (escucharⓘ)) (Hamburgo, Alemania Occidental, 17 de julio de 1954); de soltera, Angela Dorothea Kasner; es una física y expolítica alemana que desempeñó las funciones de canciller de su país desde 2005 a 2021.
También ejerció como diputada del Bundestag, la cámara baja del Parlamento alemán, de 1990 a 2021, donde representó a un grupo de distritos que incluye los de Pomerania Occidental y Rügen, así como la ciudad de Greifswald. Además, entre 2000 y 2018 fue presidenta de la Unión Demócrata Cristiana de Alemania (CDU por sus siglas en alemán), para ser sucedida por Annegret Kramp-Karrenbauer.
Tras su elección en 2005 como canciller de Alemania, Merkel lideró una coalición política constituida por la Unión Demócrata Cristiana de Alemania (CDU), su partido hermano, la Unión Social Cristiana de Baviera (CSU) y el Partido Socialdemócrata de Alemania (SPD), la cual perduró hasta las elecciones de 2009, cuando la CDU constituyó una nueva coalición, junto a la CSU y el Partido Democrático Liberal (FDP). En las elecciones federales de 2013, Merkel lideró por tercera vez a la CDU/CSU, obteniendo la victoria con cerca del 42 % de los votos. Volvió a formar una coalición de la CDU/CSU y el SPD. En las elecciones federales de 2017 su partido volvió a obtener mayoría relativa y, tras reeditar la coalición con el SPD por segunda vez, resultó reelegida para otro mandato.
El control del Parlamento por parte del Gobierno ha sido una constante durante el mandato de Merkel como canciller. Ello ha dejado como única oposición real al partido Die Linke (La Izquierda), primero, y a la Alternativa para Alemania (AfD) después. En el mismo sentido, el refuerzo de la política consensual ha ido acompañado de la neutralización de los discursos alternativos a la política de su gobierno. Los socialdemócratas, por ejemplo, han visto cómo Merkel se apropiaba de buena parte de su discurso político gracias a varias medidas encaminadas a buscar el acercamiento a los sindicatos, la reducción de la edad de jubilación para ciertos sectores, etc. También el partido Alianza 90/Los Verdes vio cómo tras el accidente nuclear de Fukushima I en 2011, Merkel se convirtió en la abanderada del movimiento antinuclear en Alemania.
Igualmente, su influencia sobre la Unión Europea (UE) y las decisiones que se han venido tomando a través de la misma, ha sido tan notoria desde su ascenso al poder, que se la consideró la líder de facto del bloque. Merkel desempeñó un papel fundamental en la materialización del Tratado de Lisboa en 2009. Además desde 2017 lideró, junto con el Gobierno francés, el proceso de refundación de la Unión Europea que tras la crisis de la pandemia de enfermedad por coronavirus en 2020, ha dado impulso a una serie de cambios de considerable magnitud en el bloque comunitario. La canciller también se ha destacado por el manejo que le ha dado a la Gran Recesión, ejecutando una política de austeridad y disciplina en la UE.
Merkel ha presidido el G8 y también fue presidenta de turno del Consejo Europeo, siendo la segunda mujer en la historia en desempeñar ambos cargos, solo precedida en dicho mérito por la ex primera ministra del Reino Unido, Margaret Thatcher. Eso ha favorecido una tendencia de la prensa europea a comparar a ambas líderes de derecha que comparten una formación científica.
En 2020, la revista Forbes la nombró la mujer más poderosa del mundo. En total, ha sido nombrada quince veces.
Después de las elecciones generales alemanas del 26 de noviembre de 2021, el 8 de diciembre de 2021 terminó su mandato y con eso dieciséis años de liderazgo de Alemania. Además había sido presidenta de la CDU de 2000 a 2018.

## Antecedentes y primeros años
Angela Dorothea Kasner nació en 1954 en Hamburgo, Alemania Occidental, hija de Horst Kasner (1926-2011; nacido Kaźmierczak), pastor protestante y nativo de Berlín, y su esposa Herlind Kasner (1928-2019; de soltera Jentzsch), nacida en Danzig (actual Gdansk, Polonia), profesora de Inglés y Latín, que en la RDA no pudo ejercer su profesión, porque su esposo era pastor. Angela Merkel tiene dos hermanos menores, Marcus Kasner, físico, e Irene Kasner, terapeuta ocupacional. En su infancia y juventud, Merkel era conocida entre sus compañeros por el apodo de "Kasi", derivado de su apellido Kasner.
Merkel es de ascendencia alemana y polaca. Su abuelo paterno, Ludwik Kasner, fue un policía alemán de etnia polaca. Después de ser capturado en Francia durante la Primera Guerra Mundial, se unió al Ejército Azul y probablemente luchó contra Alemania. Se casó con la abuela de Merkel, Margarethe, una alemana de Berlín, y se mudó a su ciudad natal, donde volvió a trabajar en la policía. En 1930, germanizaron el nombre polaco Kaźmierczak a Kasner. Los abuelos maternos de Merkel fueron el político de Danzig Willi Jentzsch y Gertrud Alma (de soltera Drange), hija del secretario municipal de Elbing (actual Elbląg, Polonia) Emil Drange. Desde mediados de la década de 1990, Merkel ha mencionado públicamente su ascendencia polaca en varias ocasiones y se ha descrito a sí misma como un cuarto de polaca, pero sus raíces polacas se hicieron más conocidas como resultado de una biografía de 2013.
La religión jugó un papel clave en la migración de la familia Kasner de Alemania Occidental a Alemania Oriental. El abuelo paterno de Merkel era originalmente católico, pero toda la familia se convirtió al luteranismo durante la infancia de su padre, quien más tarde estudió Teología Luterana en Heidelberg y Hamburgo. En 1954, cuando Angela tenía solo tres meses, su padre recibió un cargo de pastor en la iglesia de Quitzow (un distrito de Perleberg en Brandeburgo), que entonces estaba en Alemania Oriental. La familia se mudó a Templin y Merkel creció en el campo a 90 km (56 mi) al norte de Berlín Oriental.
En 1968, Merkel se afilió a la Juventud Libre Alemana (FDJ), el movimiento oficial de la juventud comunista patrocinado por el gobernante Partido Socialista Unificado de Alemania. La afiliación era voluntaria, pero aquellos quienes no lo hacían encontraban dificultades para acceder a la educación superior. Sin embargo, no participó en la Jugendweihe, la ceremonia secular de mayoría de edad que era común en Alemania Oriental y que sigue celebrándose por muchos jóvenes en el este de la Alemania actual. En cambio, fue confirmada. Durante este tiempo, participó en varios cursos obligatorios sobre marxismo-leninismo, y sus calificaciones solo se consideraron "suficientes". Merkel dijo más tarde que "la vida en la RDA a veces era casi cómoda en cierto sentido, porque había algunas cosas en las que uno simplemente no podía influir". Merkel aprendió en la escuela a hablar ruso con fluidez y recibió premios por su competencia en ruso y matemáticas, siendo la mejor de su clase en estas materias. Completó su educación escolar con la mejor nota media posible en el Abitur: 1,0.

## Carrera académica
Fue estudiante de Física en la Universidad de Leipzig entre 1973 y 1978, en la que se licenció con una tesis sobre química cuántica titulada «Influencia de la correlación espacial en la velocidad de reacción de reacciones elementales bimoleculares en los medios densos». Obtuvo una calificación de «sobresaliente», tanto en su diploma escolar como en su licenciatura.

## Trayectoria política hasta 2005
En 1989, Merkel se sumó al creciente movimiento democrático tras la caída del Muro de Berlín y se unió al nuevo partido Despertar Democrático (Demokratischer Aufbruch). Tras las primeras elecciones democráticas en la República Democrática Alemana (RDA), se convirtió en la viceportavoz del nuevo Gobierno de Lothar de Maizière. Participó también en las primeras elecciones tras la reunificación alemana, siendo elegida miembro del Bundestag.

### Gobierno de Helmut Kohl
El 18 de enero de 1991 Merkel fue nombrada ministra para la Mujer y la Juventud en el Gobierno del canciller federal Helmut Kohl. En 1993, fue designada presidenta regional de la Unión Demócrata Cristiana de Alemania (CDU) en Mecklemburgo-Pomerania Occidental. El 17 de noviembre de 1994, fue nombrada ministra de Medio Ambiente y Seguridad Nuclear. La carrera política de Merkel fue tutelada por el entonces canciller Kohl, que la llamaba mein Mädchen («mi chica»).
Tras las elecciones federales de Alemania de 1998, un Gobierno de coalición dirigido por Gerhard Schröder reemplazó al Gobierno de Kohl el 27 de octubre de 1998. Posteriormente, como resultado de un escándalo de financiación ilegal de su partido, que comprometía a varios de sus líderes (entre ellos el propio Kohl y el entonces presidente del grupo parlamentario de la CDU, Wolfgang Schäuble), Merkel ganó fuerza. Criticó a su antiguo mentor, Kohl, y pidió una renovación de la CDU, que debería comenzar por prescindir del excanciller. Schäuble fue destituido y Merkel lo reemplazó al frente de la CDU.

### Presidenta de la CDU y líder de la oposición
La elección de Merkel como presidenta de la CDU en abril de 2000 fue una sorpresa: sus características y creencias no encajaban en el partido que había conseguido liderar. Merkel es protestante, como la mayoría de la gente en el norte de Alemania (salvo en las ciudades de Hamburgo, Bremen y Berlín, cuyas poblaciones son mayoritariamente aconfesionales), y la Unión Social Cristiana de Baviera (CSU), el partido hermano de la CDU, es un partido de profundas raíces católicas, conservador, originario del sur de Alemania e, igual que la CDU y la AfD, dominado por hombres.
Bajo la dirección de Merkel, la CDU encadenó una serie de victorias cristianodemócratas en seis de las siete elecciones provinciales que se celebraron hasta 2002, rompiendo ya en 1999 la mayoría de la coalición rojiverde (socialdemócratas y verdes) en el Bundesrat, la cámara alta del Parlamento alemán. Sin embargo, la coalición CDU/CSU, liderada por Edmund Stoiber, fue derrotada en las elecciones federales de Alemania de 2002. Entonces Merkel sustituyó a Friedrich Merz como líder de la oposición conservadora en el Bundestag, la cámara baja del Parlamento alemán, y como presidenta del grupo parlamentario.
En febrero de 2003, la oposición encabezada por Merkel reprochó al Gobierno de Gerhard Schröder el no haber contribuido a evitar la invasión de Irak, sino hacerla incluso más probable al debilitar la amenaza de represalias contra el Gobierno del líder iraquí Sadam Huseín.

## Cancillería

### Primer mandato

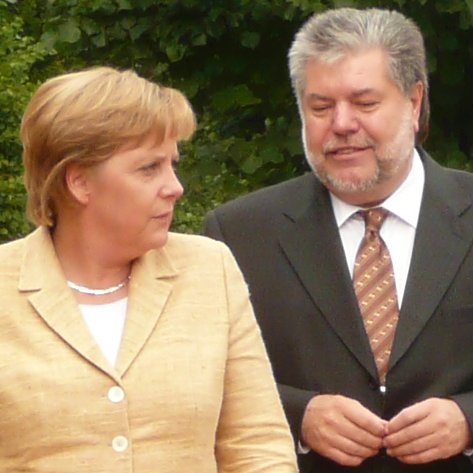
Merkel y Kurt Beck en septiembre de 2007.

El 30 de mayo de 2005, Merkel fue designada candidata por la CDU/CSU a la cancillería federal. Se enfrentaría al Partido Socialdemócrata de Alemania (SPD) de Gerhard Schröder como su principal competidor en las elecciones federales del 18 de septiembre de 2005. Su partido comenzó con una ventaja de veinte puntos sobre los socialdemócratas en las encuestas de opinión. No obstante, su popularidad fue cayendo al mismo ritmo que Schröder recuperaba el apoyo perdido y se redujo a los seis por ciento en las encuestas justo antes del día de las elecciones. El mayor golpe que recibió durante la campaña electoral fue cuando confundió los conceptos de renta neta y renta bruta en un debate televisado.
Finalmente, la CDU/CSU ganó las elecciones, obteniendo tan solo un punto de ventaja sobre los socialdemócratas. En número de escaños, la CDU/CSU consiguió 226 contra 222 del SPD. El éxito de un nuevo partido, el Linkspartei, hoy Die Linke (La Izquierda), imposibilitaba tanto la alianza rojiverde (entre SPD y Alianza 90/Los Verdes) como la negro-amarilla (entre los conservadores y los liberales del FDP). De este modo se abrió la posibilidad de una gran coalición entre los dos partidos mayoritarios, aunque previamente había sido descartada por los dos candidatos. Al cabo de tres semanas de negociaciones, el 10 de octubre de 2005, la CDU/CSU y el SPD acordaron que se iniciarían negociaciones de coalición y que Merkel asumiría la cancillería. A cambio, el SPD obtendría dos carteras ministeriales más que la CDU/CSU. El documento definitivo para crear la gran coalición se cerró el 18 de noviembre de 2005.
El 22 de noviembre de 2005, el Bundestag eligió a Merkel canciller de Alemania con la mayoría de los votos de la gran coalición. Ha sido la primera mujer en ocupar la cancillería, la primera mujer en gobernar Alemania desde los tiempos de la emperatriz Teófano Skleraina (956-991), y la primera persona de la antigua RDA en acceder a la cancillería de la Alemania unificada. En el marco del compromiso asumido por la coalición gubernamental, Merkel se comprometió a respetar el cierre de las centrales nucleares del país antes de 2020, como había sido decidido por el Gobierno anterior.
Durante el congreso de 2007 la CDU se autodefinió como cristiana y de centro. Durante el evento los delegados aprobaron un programa conservador. La CDU defendió valores cristianos: el respeto a la vida (no al aborto en periodos avanzados de embarazo, no a la clonación, no a la eutanasia); la familia como fundamento de la sociedad; una integración de los extranjeros que hace énfasis en que estos respeten y se adapten a la cultura alemana. También se oponen al salario mínimo y a renunciar a retrasar la jubilación hasta los 67 años. Varios de estos puntos están en contradicción con sus socios de Gobierno del SPD.
En política exterior, el Gobierno de Merkel se mostró favorable al fortalecimiento de la alianza trasatlántica con Estados Unidos, así como a un aumento de los intercambios con Asia Central.

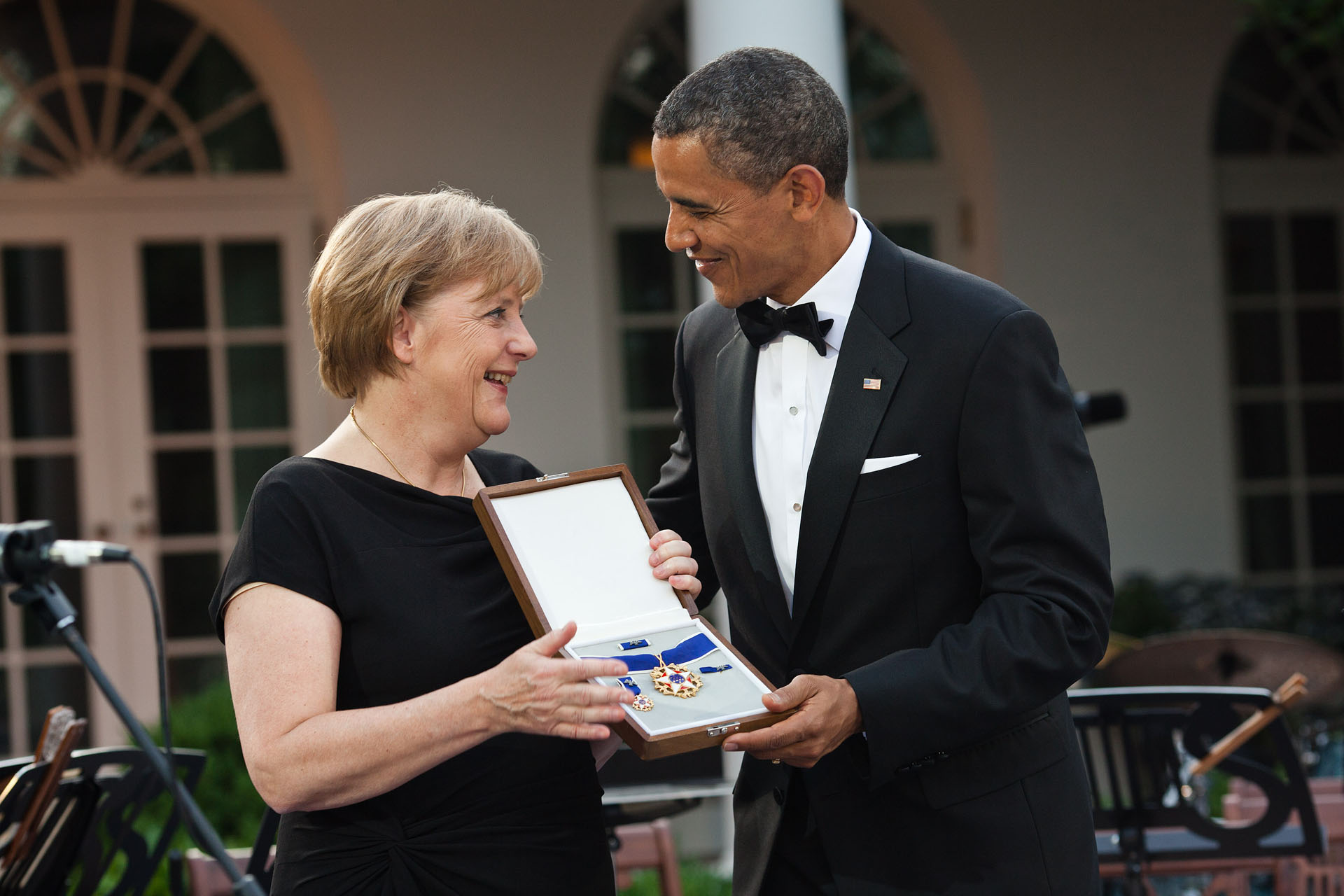
Barack Obama otorgó la Medalla Presidencial de la Libertad a Merkel en 2011.

### Segundo mandato
A mediados de 2013, en el marco de las revelaciones sobre vigilancia masiva, se descubrió que el teléfono móvil de Merkel había sido espiado durante años por la inteligencia estadounidense; más tarde se supo que Estados Unidos, desde su céntrica embajada de Berlín, había estado interceptando las comunicaciones del distrito gubernamental de Berlín, sede del Gobierno y del Parlamento. Ante esto, Merkel comparó a la NSA estadounidense con la Stasi; en respuesta, Susan Rice, consejera de Seguridad Nacional, prometió que Estados Unidos abandonaría estas prácticas, aunque aclaró que no se firmaría ningún acuerdo de «no espionaje» entre ambos países.

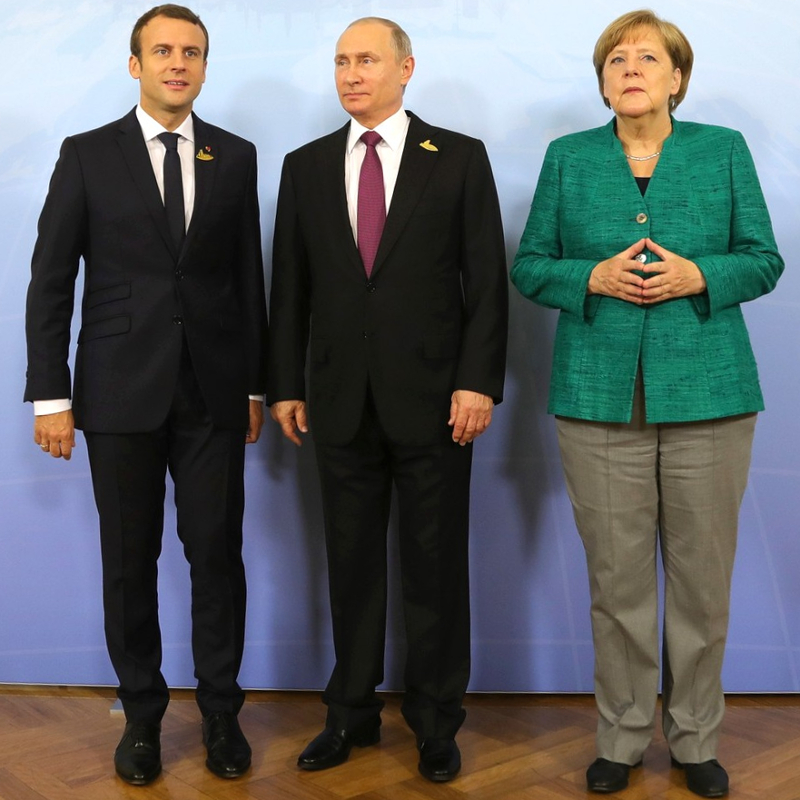
Emmanuel Macron, Vladímir Putin y Angela Merkel, el "Formato de Normandía" en 2017.

### Tercer mandato
Las políticas adoptadas por el Gobierno de Merkel en cuestión a la traída de refugiados a la UE han sido duramente criticadas por un espectro político y social de Alemania y de la Unión Europea,[cita requerida] especialmente tras la sucesiva de atentados ocurridos en 2016 con la firma de refugiados y bajo el Estado Islámico.
Bajo el contexto de la crisis migratoria de 2015 en Europa, la revista de noticias alemana Der Spiegel le otorgó el título de «Mutter Angela» (traducido como «madre Angela» en alusión a Madre Teresa de Calcuta) en referencia a las políticas de solidaridad con los refugiados víctimas de los conflictos sociales y militares en el Medio Oriente.

### Cuarto mandato

#### Gestión de la pandemia del COVID-19
Merkel recibió un reconocimiento positivo dentro y fuera de Alemania por su gestión de la pandemia de COVID-19, sobre todo durante la llamada «primera oleada», a principios y mediados de 2020. En marzo de ese año, se dirigió por televisión al país por primera vez en catorce años (aparte del mensaje navideño anual) para explicar el reto que suponía la COVID-19. No obstante, con el avance de la pandemia y el empeoramiento de la situación sanitaria en Alemania, Merkel fue criticada por algunas de las medidas tomadas en varios medios y por políticos de algunos Länder que consideraban las medidas insuficientes o inadecuadas.
En 2018, Merkel anunció que no se presentaría a la reelección como canciller cuando termine su mandato en 2021.
El fin de su mandato se produjo al no presentarse en noviembre de 2021 a la reelección como canciller de Alemania, después de que su partido político CDU se viera debilitado tras algunas derrotas regionales.

### Unión Europea

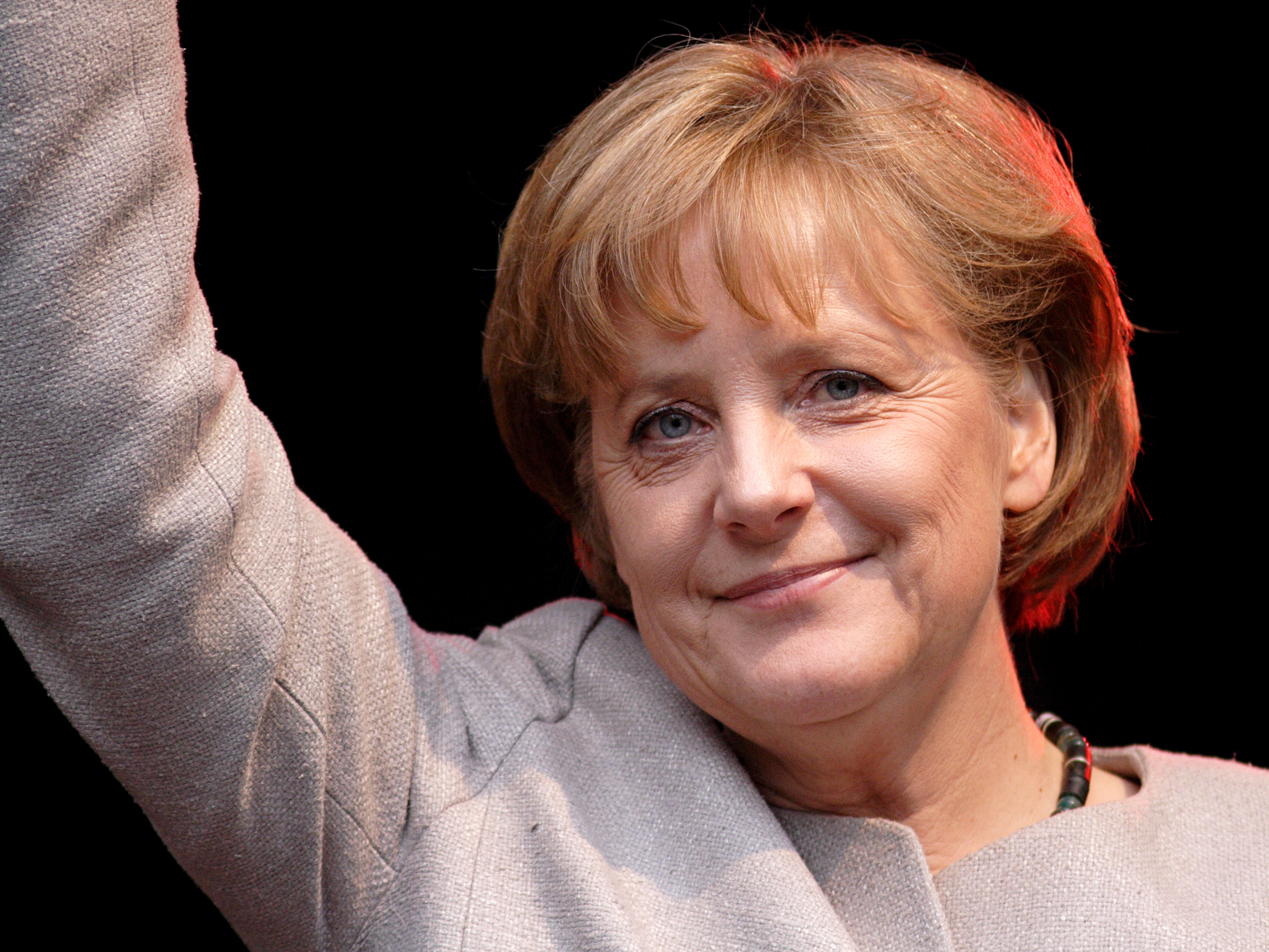
Angela Merkel un día antes de recibir el Premio Carlomagno al europeísmo en su edición de 2008 en la ciudad de Aquisgrán.

Como canciller, Merkel se ha mostrado partidaria del establecimiento en común de un ejército europeo de carácter permanente, oponiéndose a la vez a la creación de una Europa «federal». Merkel cree que la UE no ha conseguido establecer unos intereses comunes «para las guerras comerciales del futuro», ahora que se ha logrado el objetivo comunitario de mantener la paz y la libertad durante la Guerra Fría. No obstante, el creciente sentido del propio interés que empezó a despuntar desde el último gobierno de Helmut Kohl y que fue señalado y criticado en los gobiernos de Gerhard Schröder por los observadores comunitarios, no parece haber disminuido, sino al contrario, en el primer mandato de Merkel como canciller federal, aflorando particularmente en las negociaciones a nivel comunitario para abordar la crisis económica en 2009 desde una política común.
En lo referente al proceso de ampliación de la Unión Europea, Merkel se ha opuesto a la entrada de Turquía en la Unión Europea (UE) como miembro de pleno derecho, compartiendo la opinión de la mayoría de los alemanes, que rechazan una posible adhesión de Turquía a la Unión Europea, sobre todo por temor a un aumento de la inmigración turca en Alemania que creen supondría una carga para el país y un incremento de la influencia islámica dentro la UE. Sin embargo, tras el inicio formal de las negociaciones entre la UE y Turquía, Merkel se ha comprometido a respetar los compromisos adquiridos por las instituciones de la Unión.

#### Presidencia del Consejo de la Unión Europea (2007)

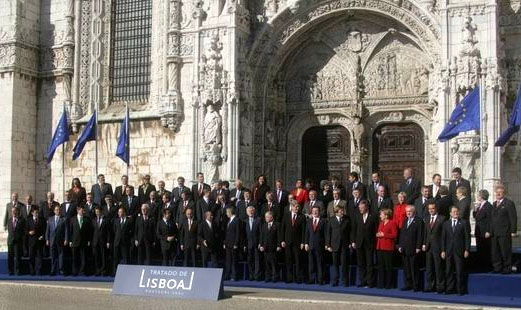
Ceremonia de la firma del Tratado europeo de Lisboa (Merkel en la fila de abajo).

En 2007, durante la primera presidencia alemana del Consejo de la Unión Europea del gobierno de Merkel, que la canciller dirigió conjuntamente con el entonces ministro de Asuntos Exteriores, el socialdemócrata Frank-Walter Steinmeier, Alemania reafirmó su compromiso institucional por medio de la Declaración de Berlín que recogió los «valores y ambiciones» de la Unión. Ese mismo mes, el Consejo Europeo presidido por Merkel aprobó un plan energético obligatorio que incluyó un recorte del 20 % de sus emisiones de dióxido de carbono antes de 2020 y consumir más energías renovables para que representen el 20 % del consumo total de la UE (contra el 7 % en 2006).
En junio de 2007, al final de su período en la presidencia del Consejo se consiguió aprobar el acuerdo que dio origen al Tratado de Lisboa que reemplazó a la fallida Constitución Europea. Así, en la ceremonia de firma del tratado en diciembre de 2007, el presidente del Consejo y el de la Comisión Merkel reconocieron que sin la intervención de Merkel no se hubiera podido llegar a la firma del Tratado. Por su contribución en este proceso, Merkel recibió el Premio Carlomagno al europeísmo en su edición de 2008, según el ayuntamiento de Aquisgrán.

#### Refundación de la Unión Europea

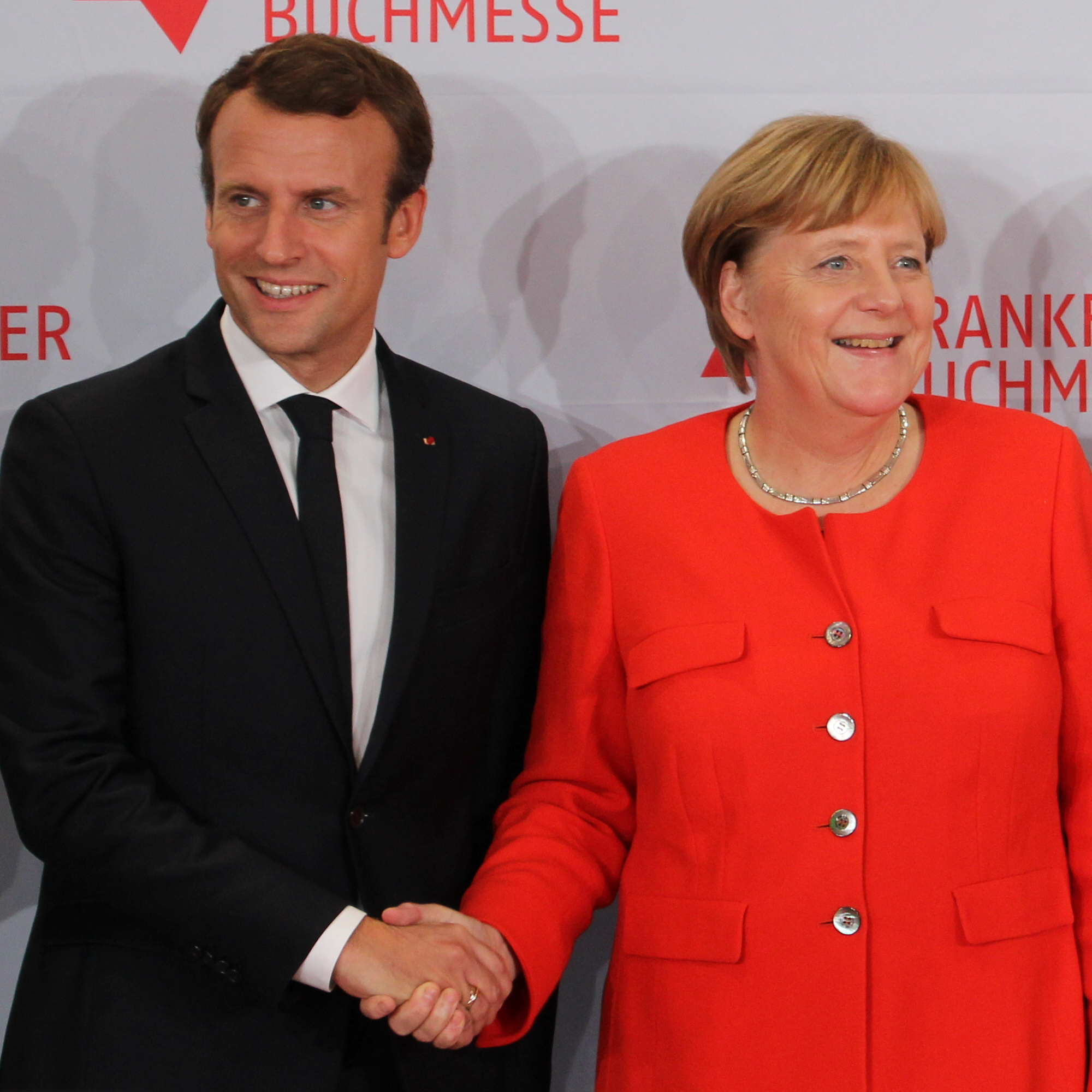
Emmanuel Macron y Angela Merkel durante la Feria del Libro de Fráncfort de 2017. El presidente francés aprovechó la inauguración del evento para subrayar el papel que la cultura debería desempeñar en la refundación de la UE.

La refundación de la Unión Europea es el proyecto iniciado en 2017, que busca la reforma institucional de dicha organización internacional. La iniciativa comenzó dentro del contexto creado tras el referéndum sobre la permanencia del Reino Unido en la UE —que tras varios años de incertidumbre condujo a la salida de dicho país de la UE en 2020— y la dinámica consecuente a la postura de relativa ruptura planteada por el gobierno estadounidense de Donald Trump respecto a la UE y los Estados miembros de la organización. No obstante, la crisis de la pandemia de COVID-19 en 2020 se convirtió en el principal catalizador que impulsó una serie de cambios de considerable magnitud en el bloque comunitario.
El proyecto es liderado principalmente por la Comisión Europea (CE) y el denominado eje franco-alemán. Así, desde que asumió sus funciones en 2017, el presidente francés Emmanuel Macron ha sido el abanderado de las principales propuestas en respaldo de su consigna de “refundar Europa”. Sin embargo, en los primeros años de su gobierno, Macron no había obtenido el respaldo de Merkel a sus iniciativas más ambiciosas dentro de la UE. Pero la situación cambió el 18 de mayo de 2020, cuando ambos gobernantes dieron una rueda de prensa conjunta en la cual presentaron un plan para la UE en el marco de la crisis de la pandemia. Este impulso se integró con varias acciones institucionales iniciadas en marzo de ese año, que fueron seguidas por una ola de anuncios sin precedentes. Las medidas presentadas relanzaron las expectativas sobre el hipotético momento histórico por el que la organización europea estaría atravesando.
Empero, el anuncio conjunto de Merkel y Macron fue impulsado por un fallo del Tribunal Constitucional de Alemania, que días antes había puesto en duda la independencia del Banco Central Europeo (BCE) para mantener a flote las economías de los miembros más vulnerables de la organización, así como la gobernabilidad de la UE. Hasta entonces, Merkel —quien ocho años antes, en el punto más álgido de la crisis del euro, aseguró que no habría eurobonos “mientras yo viva”— se había opuesto a la propuesta de Macron para crear un fondo que obligaría a los 27 a aumentar la deuda de forma conjunta.

##### Relaciones bilaterales con los Estados miembros de la Unión
En cuanto a las históricamente conflictivas relaciones entre Alemania y Polonia, en 2007 Merkel y el primer ministro polaco, Donald Tusk, buscaron abrir un nuevo capítulo en sus relaciones, aunque el final del mandato de Tusk llevó a un nuevo enfriamiento de la política bilateral. Sin embargo, en 2017 los ultraconservadores gobernantes polacos se muestran cercanos a Merkel, a la que habían criticado por permitir la entrada de refugiados.